# Litchville
Litchville és una població dels Estats Units a l'estat de Dakota del Nord. Segons el cens del 2000 tenia 191 habitants.

## Demografia
Segons el cens del 2000, Litchville tenia 191 habitants, 88 habitatges, i 55 famílies. La densitat de població era de 49,8 hab./km².
Dels 88 habitatges en un 25% hi vivien nens de menys de 18 anys, en un 55,7% hi vivien parelles casades, en un 4,5% dones solteres, i en un 37,5% no eren unitats familiars. En el 36,4% dels habitatges hi vivien persones soles el 21,6% de les quals corresponia a persones de 65 anys o més que vivien soles. El nombre mitjà de persones vivint en cada habitatge era de 2,17 i el nombre mitjà de persones que vivien en cada família era de 2,85.
Per edats la població es repartia de la següent manera: un 23,6% tenia menys de 18 anys, un 5,2% entre 18 i 24, un 27,2% entre 25 i 44, un 16,2% de 45 a 60 i un 27,7% 65 anys o més.
L'edat mediana era de 41 anys. Per cada 100 dones de 18 o més anys hi havia 102,8 homes.
La renda mediana per habitatge era de 23.393 $ i la renda mediana per família de 30.625 $. Els homes tenien una renda mediana de 25.625 $ mentre que les dones 16.250 $. La renda per capita de la població era de 13.657 $. Entorn del 3,8% de les famílies i el 5,6% de la població estaven per davall del llindar de pobresa.

## Poblacions més properes
El següent diagrama mostra les poblacions més properes.